# Dollaro delle Cook
Il dollaro è la valuta delle Isole Cook. Il dollaro è suddiviso in 100 cent, anche se alcune monete da 50 cent recano la denominazione di "50 tene".

## Storia
Fino al 1967, nelle Isole Cook era usata la sterlina neozelandese, che in quell'anno fu sostituita dal dollaro neozelandese. Nel 1972, furono coniate delle monete specifiche per le Isole Cook e le banconote sono apparse nel 1987. Il dollaro delle isole Cook ha un tasso fisso di cambio con il dollaro neozelandese.

## Monete
Nel 1972 sono state introdotte monete di bronzo da 1 e 2 cent, in cupro-nickel da 5, 10, 20 e 50 cent e da 1 dollaro. Hanno tutte le stesse misure e composizione delle corrispondenti monete della Nuova Zelanda. Nel 1983 è cessata la coniazione delle monete da 1 e 2 cent. Nel 1987 sono state immesse monete da 1 dollaro con bordo ondulato, da 2 dollari triangolari e da 5 dollari di forma dodecagonale; quelle da 1 e 2 dollari erano in cupro-nickel mentre quella da 5 dollari era in alluminio-bronze. In seguito alla riduzione delle misure delle monete della Nuova Zelanda da 10, 20 e 50 cent, le monete equivalenti delle isole Cook hanno avuto la stessa riduzione.

## Banconote
Nel 1987 il governo ha introdotto le banconote da 3, 10 e 20 dollari, seguite da quella da 50 dollari che fa parte di una nuova serie emessa dal 1992. Questi biglietti sono stati emessi fino al 1995. Gli abitanti delle isole Cook mostrano una preferenza per le banconote della Nuova Zelanda, anche se le banconote locali rimangono in corso legale.
| Serie 1992 | Serie 1992 | Serie 1992 |
| Valore     | Fronte     | Retro      |
| ---------- | ---------- | ---------- |
| $3         |            |            |
| $10        |            |            |
| $20        |            |            |
| $50        |            |            |